# Dzmitry Asanau
Dzmitry Asanau, né le 18 mai 1996 à Maladetchna (Biélorussie), est un boxeur biélorusse.

## Carrière
Sa carrière amateur est principalement marquée par une médaille de bronze remportée aux championnats du monde de 2015 dans la catégorie des poids coqs.

## Palmarès

### Championnats du monde
- Médaille de bronze en -56 kg en 2015 à Doha, Qatar

### Jeux européens
- Médaille d'or en -60 kg en 2019 à Minsk, Biélorussie
- Médaille d'argent en -56 kg en 2015 à Bakou, Azerbaïdjan

## Référence
1. ↑  (en) Résultats des championnats du monde de boxe amateur 2015 (amateur-boxing.strefa.pl)